# Craterellus

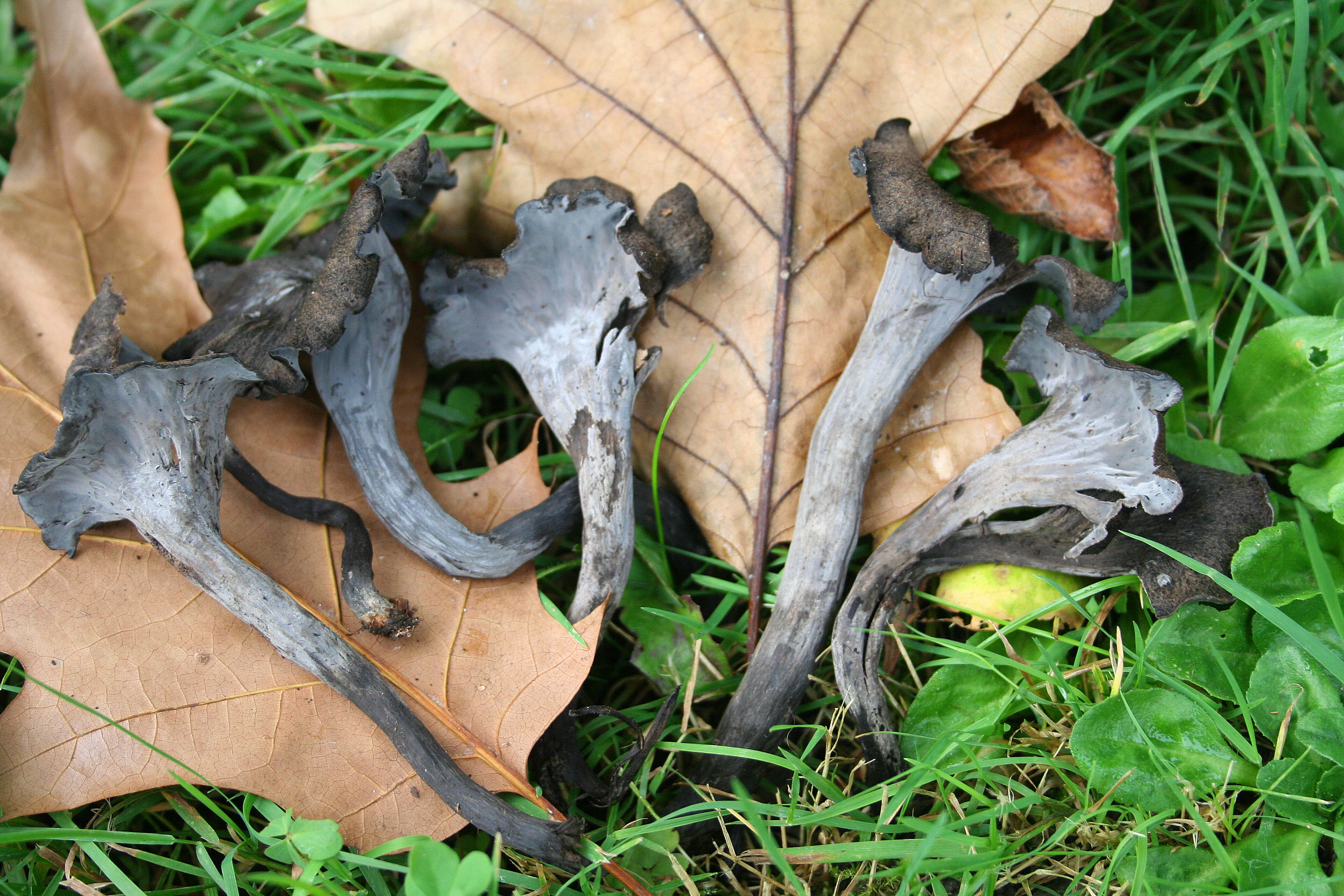
Lejkowiec dęty

Craterellus Pers. (lejkowiec) – rodzaj grzybów z rodziny kolczakowatych (Hydnaceae).

## Charakterystyka
Grzyby kantarelloidalne charakteryzujące się głównie brakiem ścisłego podziału między kapeluszem i trzonem oraz obecnością „fałszywych blaszek”. Grzyby kapeluszowe o kapeluszu lejkowatym lub trąbkowym. Hymenofor blaszkowy mający postać niskich, zbiegających po trzonie listewek. Trzon zawsze pusty. Wysyp zarodników biały, ochrowy lub żółtawy. Zarodniki bezbarwne i gładkie. Naziemne grzyby mykoryzowe.
Monofiletyzm rodzaju został potwierdzony przez molekularne badanie filogenetyczne D. Hibbetta i in. w 2014 r. Gatunki Craterellus to grzyby ektomykoryzowe. Są dość popularnymi grzybami jadalnymi ze względu na swój smak, niektóre gatunki są też grzybami leczniczymi.
[

## Systematyka i nazewnictwo
Pozycja w klasyfikacji: Hydnaceae, Cantharellales, Incertae sedis, Agaricomycetes, Agaricomycotina, Basidiomycota, Fungi (według Index Fungorum).
[Józef Jundziłł]] w 1830 r. opisywał ten rodzaj pod polską nazwą stroczek, Feliks Berdau w 1889 r. nadał mu nazwę lejkowiec. Wcześniejsze klasyfikacje wyróżniały w tym rodzaju wiele innych taksonów, obecnie przeniesionych do innych rodzajów. Do rodzaju Craterellus natomiast włączone zostały taksony z innych rodzajów (np. Cantharellus). Skutkowało to tym, że w rodzaju tym znalazły się gatunki o polskiej nazwie lejkowiec oraz pieprznik. W 2025 r. Komisja ds. Polskiego Nazewnictwa Grzybów Polskiego Towarzystwa Mykologicznego zaktualizowała te nazwy.
Synonimy naukowe:
- Actinodermium Nees 1816
- Fungoidaster P. Micheli 1729
- Pezicula Paulet 1791
- Sterbeeckia Dumort. 1822
- Trombetta Adans

Niektóre gatunki:
- Craterellus aureus Berk. & M.A. Curtis,
- Craterellus cornucopioides (L.) Pers. – lejkowiec dęty
- Craterellus flavobrunneus (R.H. Petersen) Eyssart. & Buyck
- Craterellus lutescens (Fr.) Fr. – lejkowiec brzoskwiniowonny
- Craterellus pallidus (Pers.) Ricken
- Craterellus peckii R.H. Petersen,
- Craterellus tubaeformis (Fr.) Quél. – lejkowiec trąbkowy
- Craterellus verrucosus Massee